# Chipre en los Juegos Olímpicos de Moscú 1980
Chipre estuvo representado en los Juegos Olímpicos de Moscú 1980 por un total de 14 deportistas que compitieron en 3 deportes.  
El portador de la bandera en la ceremonia de apertura fue el yudoca Kostas Papakostas. El equipo olímpico chipriota no obtuvo ninguna medalla en estos Juegos.